# Демеш, Ольга Ивановна
Ольга Ивановна Демеш (1924 — 1985) — передовик советского сельского хозяйства, управляющая фермой совхоза «Меркутлинский» Тюкалинского района Омской области, Герой Социалистического Труда (1971).

## Биография
Родилась в 1924 году в деревне Николаевка (ныне — Тюкалинский район Омской области) в русской крестьянской семье.
Окончив начальную школу, ей пришлось помогать сначала в домашнем хозяйстве, а затем работать в образованном колхозе. К началу войны окончила курсы трактористов и села работать на трактор. Позже была назначена бригадиром тракторной бригады.
В 1941 году вышла замуж, но через год муж погиб на фронте. В 1943 году у неё родилась дочь, работу не бросала.
Была назначена управляющей Николаевским отделением Меркутлинского совхоза. Работала эффективно, постоянно находилась в передовиках производства.
Указом Президиума Верховного Совета СССР от 8 апреля 1971 года за особые заслуги и высокие производственные достижения в сельском хозяйстве Ольге Ивановне Демеш было присвоено звание Героя Социалистического Труда с вручением ордена Ленина и медали «Серп и Молот».
Была делегирована на XXIV съезд КПСС. Являлась депутатом Омского областного совета.
В 1979 году вышла на заслуженный отдых и переехала жить в город Омск к дочери.
Проживала в Омске. Умерла в 1985 году. Похоронена на Северо-Восточном кладбище Омска.

## Награды
За трудовые успехи была удостоена:
- золотая звезда «Серп и Молот» (08.04.1971)
- орден Ленина (08.04.1971)
- Орден Трудового Красного Знамени (11.01.1957)
- другие медали.